# Aiko (cantante)
Aiko (アイコ?   22 de noviembre de 1975) es una cantante e intérprete japonesa, originaria de la Prefectura de Osaka. Su verdadero nombre es Aiko Yanai (柳井 愛子 Yanai Aiko?). Aunque su nombre artístico es siempre escrito en minúsculas, ella misma se proclama como AIKO al momento de acreditarse por la escritura de sus canciones, en mayúsculas. Mide 152 centímetros.

## Biografía
Aiko comenzó a realizar clases de canto en la Universidad Musical de Osaka, de la cual se graduó finalmente el año 1996, y al tiempo obtuvo un trabajo como locutora de radio en la emisora FM Osaka en su prefectura natal.
En 1997 comienza como cantante indie bastante desapercibida, y ya en 1998 comienza su carrera como artista mayor junto al sello discográfico Pony Canyon al lanzar su sencillo debut "Ashita", tema de cierre de la película Shinsei Toilet no Hanako-san. El sencillo no logró llamar mayormente la atención debutando en el puesto n.º 89 de las listas de Oricon permaneciendo 5 semanas ahí, y aiko se dedicó más que nada a su carrera de locutora radial que comenzó a darle más fama.
No fue hasta el lanzamiento de su tercer sencillo un año más tarde, titulado "Hanabi", que su carrera comenzó a despegar. El sencillo logró debutar dentro de los 10 sencillos mejor vendidos de Japón en su primera semana, permaneciendo en éste por más 19 semanas. El éxito de este sencillo le valió también su primera actuación en televisión dentro de Music Station, así como también le valió ser escogida una de las locutoras de radio más populares dentro del "Renai Jankī Chuudoku", donde se escogieron a los mejores de todo el país y donde ganó el reconocimiento de la mayoría de su público que la acompaña hasta el día de hoy.
Su segundo álbum de estudio "Chiisa na Marui Kojitsu" del año 2000 se convierte en el primer trabajo de aiko que logra entrar al primer lugar de Oricon, aunque inicialmente debutó en el puesto n.º 2. Dicho álbum logró vender casi un millón y medio de copias, convirtiéndose en el trabajo discográfico más exitoso de la artista hasta la actualidad. Este mismo año lanza su sencillo "Boyfriend", que debuta en el n.º 5 de Oricon logrando vender un millón y medio de copias en Japón, aparte de permanecer por varias semanas consecutivas de las listas locales de las radios de Osaka, convirtiéndose en el sencillo más exitoso de aiko en toda su carrera.
En los rankings anuales que Oricon ha realizado dentro de los años 2005 y 2006, aiko ha sido escogida como la artista preferida del país, contando con más de 25 mil votos y ganándole a artistas que la superan en materia de ventas y números uno dentro de las listas.

## Discografía

### Major

#### Sencillos
1. Ashita (あした?) (17 de julio de 1998)
2. Naki-mushi (ナキ・ムシ?) (3 de marzo de 1999)
3. Hanabi (花火?) (4 de agosto de 1999)
4. Kabuto Mushi (カブトムシ?) (17 de noviembre de 1999)
5. Sakura no Ki no Shita (桜の時?) (17 de febrero de 2000)
6. Boyfriend (ボーイフレンド?) (20 de septiembre de 2000)
7. Hatsukoi (初恋?) (21 de febrero de 2001)
8. Rosie (ロージー?) (30 de mayo de 2001)
9. Oyasuminasai (おやすみなさい?) (21 de noviembre de 2001)
10. Anata to Akushu (あなたと握手?) (24 de abril de 2002)
11. Kondo Made ni wa (今度までには?) (14 de agosto de 2002)
12. Chouchou Musubi (蝶々結び?) (23 de abril de 2003)
13. Andrómeda (アンドロメダ?) (6 de agosto de 2003)
14. Eriashi (えりあし?) (6 de noviembre de 2003)
15. Kaban (かばん?) (28 de abril de 2004)
16. Hanakaze (花風?) (1 de septiembre de 2004)
17. Mikunieki (三国駅?) (16 de febrero de 2007)
18. Kira Kira (キラキラ?) (3 de agosto de 2005)
19. Star (スター?) (30 de noviembre de 2005)
20. Kumo wa Shiro Ringo wa Aka (雲は白リンゴは赤?) (12 de julio de 2006)
21. Shiawase (シアワセ?) (30 de mayo de 2007)
22. Hoshi no Nai Sekai / Yokogao (星のない世界／横顔?) (22 de agosto de 2007)
23. Futari (二人?) (12 de marzo de 2008)
24. KissHug (23 de julio de 2008)
25. Milk / Nageki no Kiss (嘆きのキス?) (18 de febrero de 2009)
26. Modorenai Ashita (戻れない明日?) (3 de febrero de 2010)
27. Mukai Awase (向かいあわせ?) (21 de abril de 2010)
28. Koi No Sūpā Bōru/Hōmu (恋のスーパーボール／ホーム?) (11 de mayo de 2011)
29. Zutto (ずっと?) (23 de noviembre de 2011)
30. Loveletter / Shigatsu no Ame (4月の雨?) (17 de julio de 2013)
31. Kimi no Tonari (君の隣?) (29 de enero de 2014)
32. Atashi no Mukou (あたしの向こう?) (12 de noviembre de 2014)
33. Yumemiru Sukima (夢見る隙間?) (29 de abril de 2015)
34. Puramai (プラマイ?) (18 de noviembre de 2015)
35. Motto (もっと?) (9 de marzo de 2016)
36. Koi o shita no wa (恋をしたのは?) (21 de septiembre de 2016)
37. Yokoku (予告?) (29 de noviembre de 2017)
38. Straw (ストロー?) (2 de mayo de 2018)

#### Álbumes
1. Chiisa na Marui Kojitsu (小さな丸い好日?) (21 de abril de 1999)
2. Sakura no Ki no Shita (桜の木の下?) (1 de marzo de 2000)
3. Natsufuku (夏服?) (20 de junio de 2001)
4. Aki, Soba ni iru yo (秋 そばにいるよ?) (4 de septiembre de 2002)
5. Akatsuki no Love Letter (暁のラブレター?) (27 de noviembre de 2003)
6. Yume no Naka no Massugu na Michi (夢の中のまっすぐな道?) (2 de marzo de 2005)
7. Kanojo (彼女?) (23 de agosto de 2006)
8. Himitsu (秘密?) (2 de abril de 2008)
9. Baby (BABY?) (31 de marzo de 2010)
10. BEST ALBUM (まとめ I & II?) (23 de febrero de 2011)
11. Toki no Silhouette (時のシルエット?) (20 de junio de 2012)
12. Awa no you na Ai datta (泡のような愛だった?) (28 de mayo de 2014)
13. May Drean (18 de mayo de 2016)

#### DVD
- Love Like Pop (22 de noviembre de 2000)
- Utau Inu (ウタウイヌ?) (22 de noviembre de 2000)
- Yuraku-cho de Aimasho ~Love Like Pop Vol. 6~ (有楽町で逢いましょう ～Love Like Pop Vol. 6～?) (20 de marzo de 2002)
- Utau Inu 2 (ウタウイヌ2?) (19 de marzo de 2003)
- Love Like Rock (14 de abril de 2004)
- LOVE LIKE POP add. (11 de mayo de 2005)
- Utau Inu 3 (ウタウイヌ3?) (20 de septiembre de 2006)
- LOVE LIKE POP add. 10th anniversary (21 de marzo de 2007)
- 「DECADE」スタンダードエディション (4 de marzo de 2009)
- 「ポップとロック」 (27 de julio de 2011)
- 「ウタウイヌ４」 (12 de marzo de 2012)
- 15 (3 de abril de 2013)
- Aiko 15th Anniversary Tour: POPS (20 de marzo de 2015)
- Aiko 15th Anniversary Tour: ROCKS (20 de marzo de 2015)
- ROCK To ALOHA (ROCKとALOHA?) (3 de mayo de 2016)

### Indie

#### Sencillos
- Hachimitsu (ハチミツ?) (mayo de 1998)

#### Álbumes
- astral box (diciembre de 1997)
- GIRLIE (mayo de 1998)